# Hachures

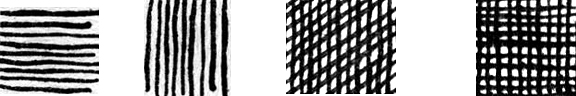
Hachures parallèles, hachures croisées

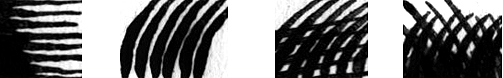
Hachures d'épaisseur variable

En dessin et en gravure, comme en peinture, les hachures sont un ensemble de lignes droites ou courbes qui servent à produire une demi-teinte et par ce moyen à donner l'impression de volume, sans indiquer un contour ou une arête.
En dessin technique, les hachures, toujours droites, sont un moyen conventionnel de représenter la nature d'une surface.
La technique des hachures existe depuis la préhistoire, tant en dessin qu'en décor de poterie, soit à titre de motif décoratif, soit en tant que technique de dessin.

## Dessin artistique

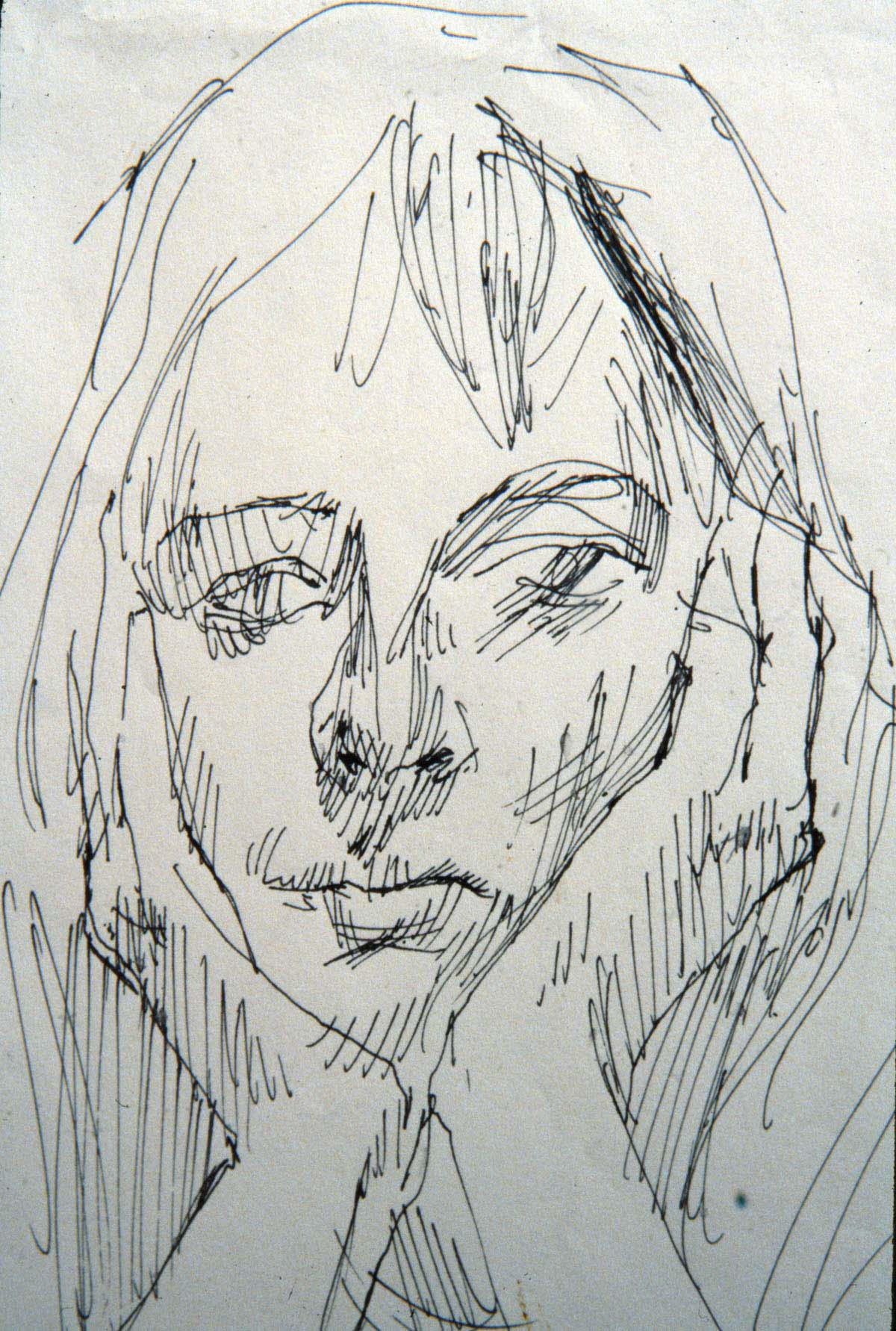
Dessin à la plume avec hachures.

Les hachures ne sont pas perçues comme des entités individuelles du dessin, mais comme un ensemble donnant, à distance, l'indication d'une ombre ou d'une nuance de couleur.
Les hachures sont approximativement parallèles. Elles sont le plus souvent obliques (Béguin 1995). Lorsqu'elles sont croisées elles se coupent rarement à angle droit. On distingue les hachures à l'anglaise, de direction uniforme et qui ne croisent pas, faisant varier la valeur par l'espacement et la grosseur des traits, et les hachures à l'italienne, qui, selon l'expression de Watelet, doivent « varier de manière cependant qu'elles indiquent toujours l'inflexion ou la forme générale des différents objets qu'elles servent à peindre ». Un « dessin à l'anglaise » est une représentation faite entièrement de hachures droites et parallèles, sans arêtes ni contours (Béguin 1995).
La hachure dessinée pour suivre la courbure de l'objet représenté apporte de plus, vue de près, une information de volume en plus de celle de valeur. Dans certains styles de dessin à hachures largement espacées, comme chez Léonard de Vinci, cette information de forme est l'effet principal. D'une manière générale, les hachures suivent le sens du geste graphique (Béguin 1995).
Le papier à grain permet de moduler au crayon la valeur d'une région sans traits visibles ; on préfère souvent hachurer pour obtenir des gris, soit pour indiquer le volume par une courbure appropriée des traits, soit à cause de la simplicité et de la rapidité d'exécution du procédé qui conserve la vigueur, la spontanéité et la fraîcheur du dessin, au contraire du crayonnage à plat ou de l'estompage, plus laborieux.

## Gravure

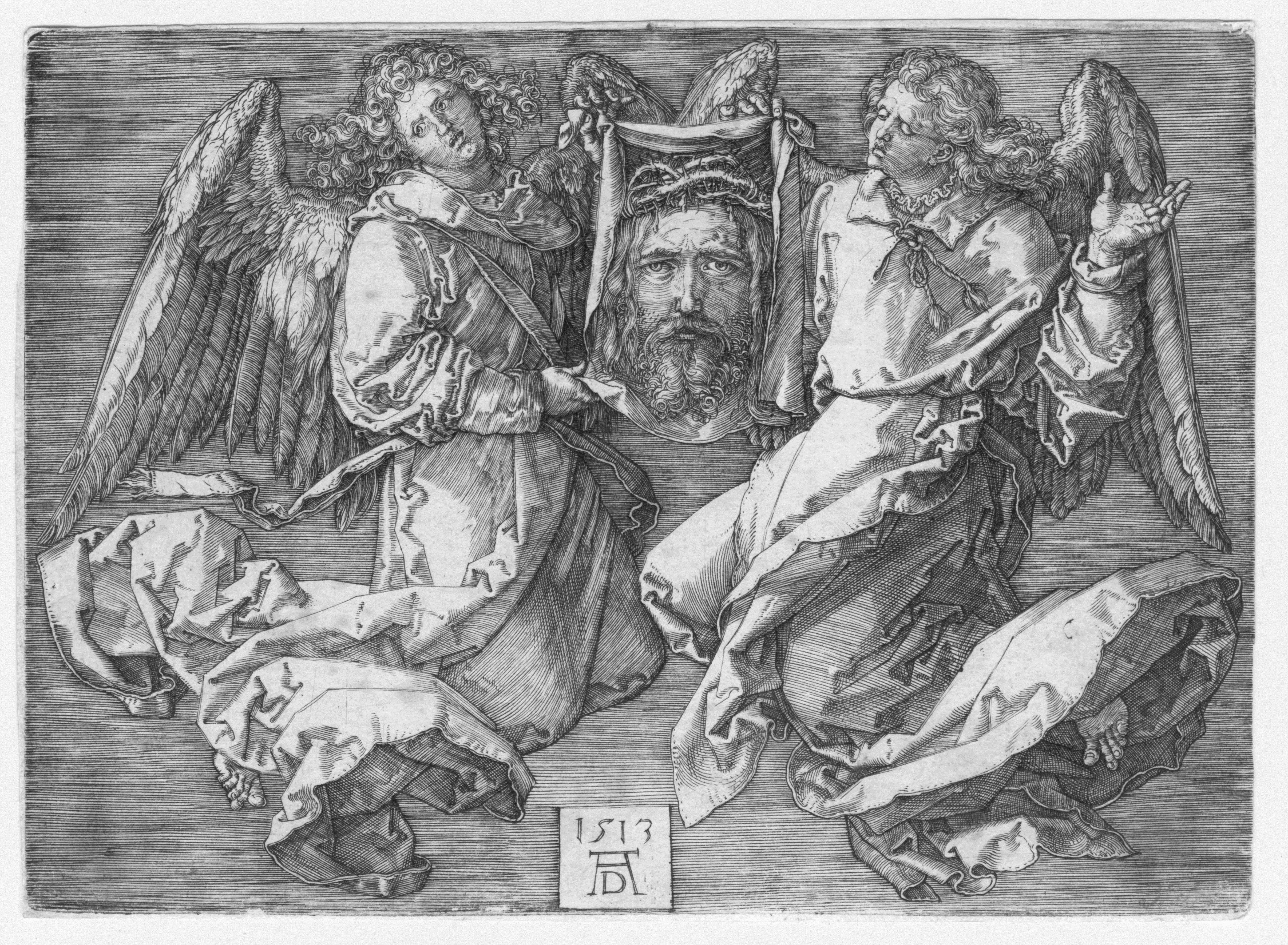
Albert Dürer, Veronique, gravure, 1513. Hachures rectilignes (fond), suivant la forme (corps), et croisées (zones sombres).

Comme en dessin, les hachures produisent des valeurs. Elles s’emploient surtout lorsque la technique ne permet pas d'obtenir autrement des demi-teintes et des nuances, comme c'est le cas avec la gravure sur bois, le burin, l'eau-forte ou la taille-douce, entre autres. Dans ce cas, on n'a que des traits pleins de la couleur de l'encre (noire, le plus souvent). Pour obtenir des gris, on procède donc par hachures : fines et espacées, elles donnent un gris clair, épaisses et serrées, un gris foncé. Les hachures ne sont pas nécessaires avec des techniques qui permettent d'obtenir directement les demi-teintes, comme la peinture, l'aquatinte ou la lithographie sur pierre grainée.
Les hachures sont parallèles, elles peuvent être superposées et entrecroisées pour donner plus de densité. Leur aspect varie en fonction de la technique : relativement larges en gravure sur bois de fil, elles deviennent extrêmement fines avec la gravure sur bois de bout au XIXe siècle,  pendant lequel se répand l'usage de l'échoppe rayée ou vélo, sorte de burin à plusieurs dents permettant de graver autant de hachures parallèles d'un seul jet. Elles sont fines et sensiblement égales avec les outils de gravure sur cuivre qui ne font que « griffer » la surface (eau-forte, taille-douce, certains emplois du burin), et sont alors croisées. 
Elles peuvent varier en épaisseur  (gravure sur bois, burin) lorsque l'outil peut creuser plus ou moins profondément le support, et donner un effet de dégradé fluide.

### Cartographie

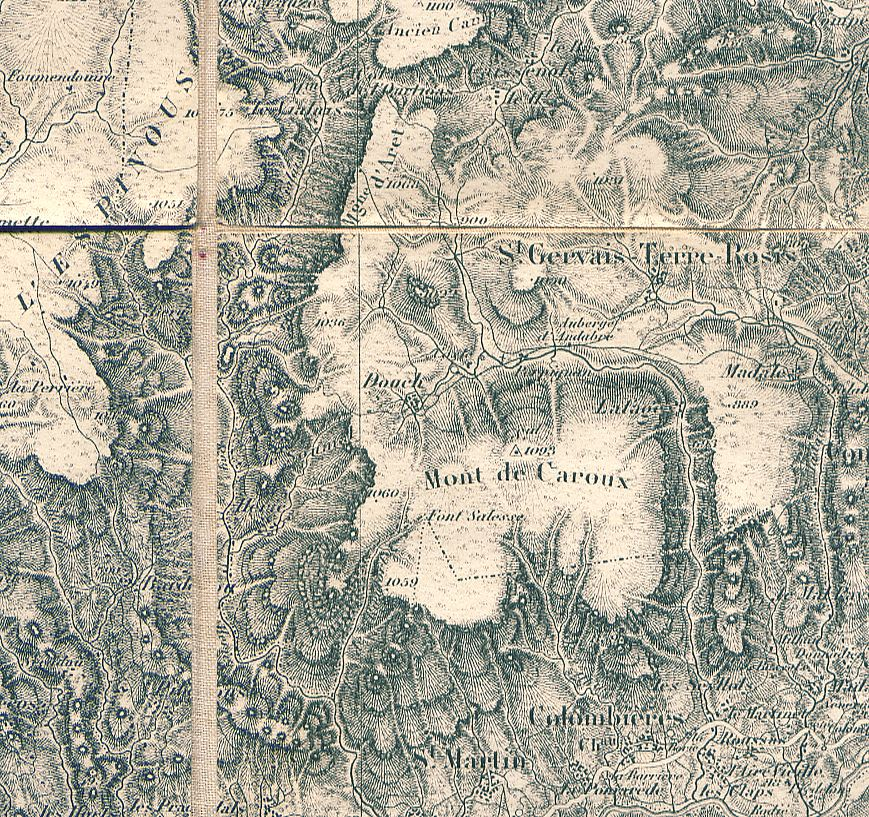
Hachures sur une carte d'État-Major

En cartographie, les hachures ont servi à indiquer les reliefs sur les cartes d'État-Major qui étaient imprimées en taille-douce. Leur usage, codifié au fil des années, permettait de lire facilement une carte : les hachures disposées dans le sens de la plus forte pente reliaient les lignes de niveau, et étaient d'une épaisseur proportionnelle à l'inclinaison de la pente, selon un « diapason » déterminé mathématiquement. Les cartes à échelle réduite tirées de ces relevés topographiques précis n'ont pas toujours eu la même rigueur.

## Peinture
Les hachures sont plutôt un procédé du dessin
En peinture, les hachures s'emploient comme en dessin, ou bien comme base pour un rendu lisse obtenu, par la suite, par des glacis. Les hachures, en peinture, se font bien entendu en couleurs.

## Dessin technique

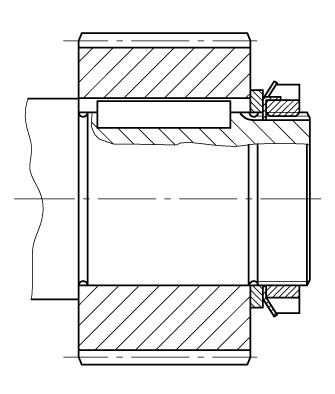
Hachures sur un dessin technique

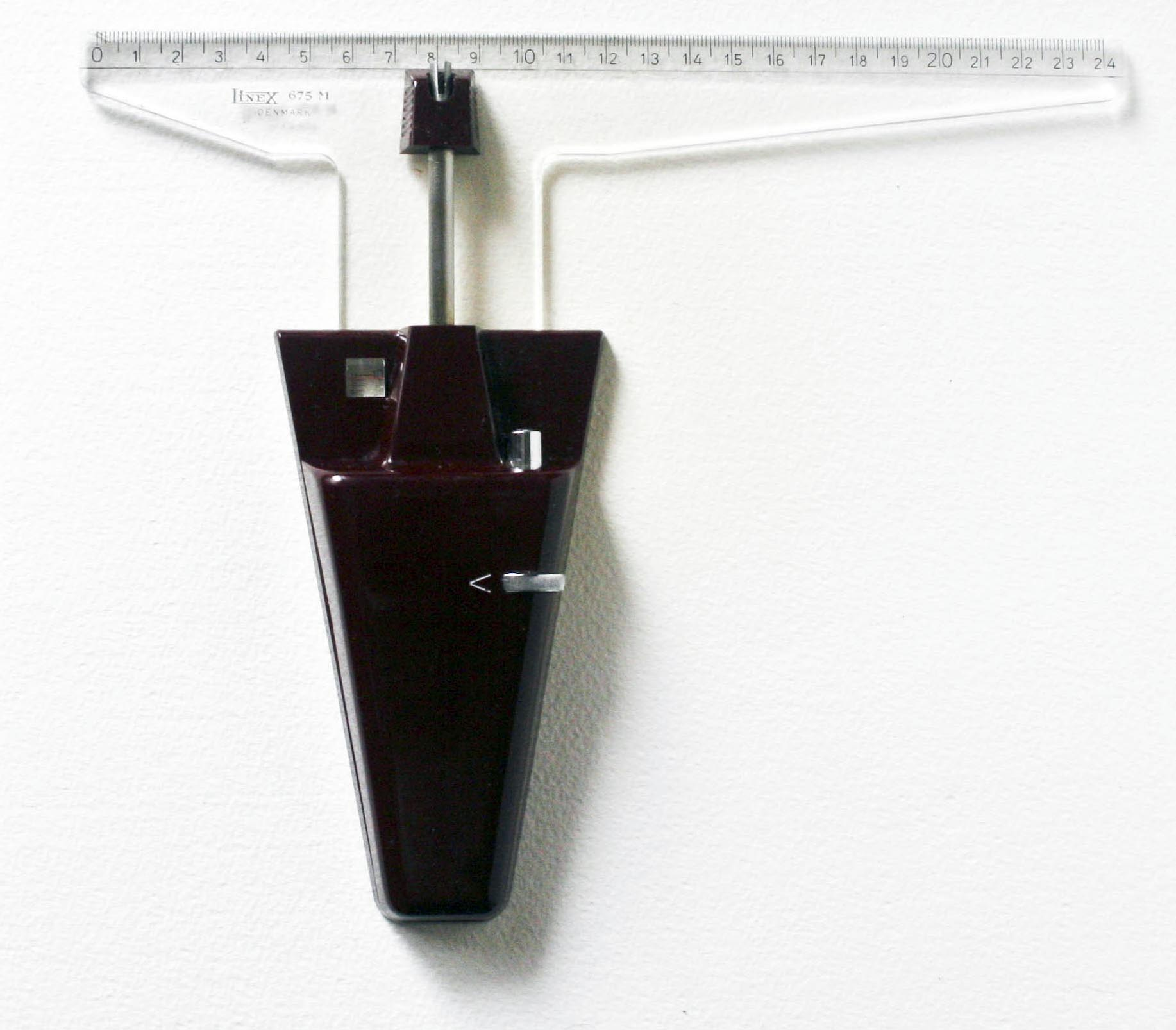
Hachurateur Linex

En dessin technique, les hachures sont des droites d'épaisseur constante, parallèles, qui ont un rôle conventionnel d'indication. Dans les premiers temps, on les traçait à la main, éventuellement à l'aide d'une équerre coulissant sur un té, d'un hachurateur ou sur une table à dessin munie d'un appareil à dessiner.
Les hachures sont utilisées pour les représentations en coupe, pour désigner les surfaces coupées par le plan de coupe. 
Dans un dessin de définition, indépendamment du matériau, les hachures sont en trait continu faisant un angle de 45° ou 30° par rapport aux bords de la feuille.
Dans un dessin d'ensemble, les hachures se distinguent par un motif associé à un type de matériaux et plus généralement à une propriété physique ou technique. Sur chaque vue, une même pièce doit avoir le même motif (orientation et écartement). Il faut si possible faire varier l'orientation des hachures entre deux pièces conjointes.
Entre les années 1970 et la généralisation de l’informatique, les textures étaient souvent réalisées à l'aide de trames : des films adhésifs portant en impression, qu’on découpait et collait aux endroits voulus. Pour les surfaces à contours compliqués, le tracé des hachures simples avec hachurateur restait plus rapide.

### Héraldique

Hachures pour l'azur.

L'héraldique utilise des hachures parallèles, verticales, horizontales, obliques, pour représenter la couleur des armes sur les imprimés en noir et blanc. Les hachures horizontales représentent ainsi l’azur (bleu) ; les verticales, le gueules (rouge) ; les horizontales et verticales croisées, le sable (noir) ; celles à 45°, montant à gauche (« en bande »), le sinople (vert) et montant à droite (« en barre ») le pourpre (violet).
Le fond de l'avers de la pièce de 10 centimes d'euro française représente le drapeau de la France selon les conventions héraldiques.